# 부가가치
부가가치(附加價値)는 기업 활동을 통하여 생산한 제품의 총 금액에서 그 생산을 위해 다른 기업에서 매입하여 소비한 원자재 등 다른 기업에서의 유입물의 금액을 공제한 순생산액을 말한다. 그러나 대부분의 경우, 상기의 금액에 감가상각비 등을 추가하여 부가가치(조부가가치)라 한다. 이것을 국민 경제의 관점에서 보면 개별 기업이 국민경제소득에 부가한 공헌액으로서 경제성장의 정도를 측정하기 위하여 대단히 중요하다. 또 각 기업으로서도 이 부가가치분석은 기업 활동의 생산성 측정을 위해 중요한 의의를 지니고 있다. 부가가치분석이 최근 경영 분석의 일환으로서 중시되는 이유가 여기에 있다.

## 같이 보기
- 부가가치세

## 참고 문헌
- 이 문서에는 다음커뮤니케이션(현 카카오)에서 GFDL 또는 CC-SA 라이선스로 배포한 글로벌 세계대백과사전의 내용을 기초로 작성된 글이 포함되어 있습니다.